# Like a Virgin
| 전문가 평가                   | 전문가 평가 |
| 평가 점수                     | 평가 점수   |
| 출처                          | 점수        |
| ----------------------------- | ----------- |
| AllMusic                      | [ 2 ]       |
| Blender                       | [ 4 ]       |
| Christgau's Record Guide      | B           |
| Classic Pop                   | [ 6 ]       |
| Entertainment Weekly          | A           |
| Q                             | [ 8 ]       |
| Rolling Stone                 | [ 9 ]       |
| The Rolling Stone Album Guide | [ 10 ]      |
| Slant Magazine                | [ 1 ]       |
| Spin Alternative Record Guide | 9/10        |

《Like a Virgin》은 1984년 11월 12일 사이어 레코드가 발매한 미국의 가수 겸 작곡가 마돈나의 두 번째 스튜디오 음반이다. 자칭 데뷔 음반의 성공에 따라, 마돈나는 다음 음반의 음반 제작자가 되기를 원했다. 하지만, 그녀의 레이블은 그녀에게 예술적 자유를 줄 준비가 되지 않았고, 데이비드 보위와의 작업 때문에 음반을 제작하기 위해 나일 로저스를 선택했다. 마돈나는 이 음반에 6곡을 썼고, 그 중 5곡에는 스티븐 브레이가 공동 작곡자로 참여했다. 음반은 뉴욕의 파워 스테이션 스튜디오에서 빠른 속도로 녹음되었다. 로저스는 베이시스트였던 이전 시크 밴드 동료 버나드 에드워즈와 드럼을 연주했던 토니 톰슨의 도움을 요청했다. 음반의 오디오 엔지니어인 제이슨 코르사로는 로저스에게 당시 도입된 새로운 기술인 디지털 녹음을 사용하도록 설득했다.
음반의 사진들은 스티븐 마이셀에 의해 촬영되었다. 마돈나는 예수의 어머니 마리아에 대한 가톨릭적인 제목과 기독교적인 개념인 그녀 자신의 종교적인 이름인 마돈나를 자극적으로 연결시키기 위해 음반 제목과 표지 이미지를 원했다. 마돈나의 첫 번째 음반에서 상당한 음악적인 면은 없지만, 그녀는 《Like a Virgin》의 재료가 더 강하다고 느꼈다. 발매 후 《Like a Virgin》은 음악 비평가들로부터 엇갈린 평가를 받았다. 하지만 음반에 대한 회고적인 평가는 훨씬 더 긍정적이었다. 《Like a Virgin》은 상업적인 성공을 거두었고, 빌보드 200에서 마돈나의 첫 번째 1위 음반이 되었고, 미국에서 5백만 장 이상이 팔린 역사상 첫 번째 여성 음반이라는 기록을 세웠다. 미국 음반 산업 협회는 후에 천만 장이 넘는 음반 출하량에 대해 다이아몬드로 인증했다. 그것은 또한 독일, 네덜란드, 뉴질랜드, 스페인, 이탈리아 그리고 영국에서 1위에 올랐고, 전 세계적으로 2천 백만 장 이상이 판매되면서 역대 가장 많이 팔린 음반 중 하나로 남아있다.
마돈나의 첫 미국 1위 곡인 〈Like a Virgin〉과 그녀의 첫 영국 1위 곡인 〈Into the Groove〉를 포함하여, 다섯 개의 싱글곡이 음반에서 발매되었는데, 후자는 1985년 음반의 국제 재발행에서 소개되었다. 음반을 홍보하기 위해, 그녀는 북미 지역만을 순회하며 The Virgin Tour에 착수했다. 마치 《Like a Virgin》이 1980년대의 문화적 유물로서 중요성을 얻었다. 마돈나는 그녀가 원 히트 원더가 아니라는 것을 증명했고, 그녀 자신에게 음악계에서 영원한 기반을 제공할 수 있었다. 그녀의 노래는 보수주의자들에 의한 비판과 젊은 여성 인구, 특히 〈Material Girl〉과 〈Like a Virgin〉에 의한 모방 모두에 피뢰침이 되었다. 작가 J. 랜디 타라보렐리에 따르면, "모든 중요한 아티스트는 그 또는 그녀의 경력에서 최소한 한 개의 음반을 가지고 있는데, 그 음반의 비평적인 그리고 상업적인 성공이 아티스트의 마법의 순간이 되고, 마돈나에게 있어, 《Like a Virgin》은 단지 그러한 결정적인 순간이었다." 2023년, 미국 의회도서관은 "문화적으로, 역사적으로, 또는 미학적으로 중요한" 녹음이기 때문에 미국의 내셔널 레코딩 레지스트리에 그 음반을 추가했다.

## 곡 목록
| #            | 제목                             | 작사·작곡                      | 재생 시간 |
| ------------ | -------------------------------- | ------------------------------ | --------- |
| 1.           | 〈Material Girl〉                | Peter Brown Robert Rans        | 4:01      |
| 2.           | 〈Angel〉                        | Madonna Stephen Bray           | 3:56      |
| 3.           | 〈Like a Virgin〉                | Thomas Kelly William Steinberg | 3:38      |
| 4.           | 〈Over and Over〉                | Madonna Bray                   | 4:12      |
| 5.           | 〈Love Don't Live Here Anymore〉 | Miles Gregory                  | 4:47      |
| 6.           | 〈Dress You Up〉                 | Andrea LaRusso Peggy Stanziale | 4:01      |
| 7.           | 〈Shoo-Bee-Doo〉                 | Madonna                        | 5:16      |
| 8.           | 〈Pretender〉                    | Madonna Bray                   | 4:30      |
| 9.           | 〈Stay〉                         | Madonna Bray                   | 4:07      |
| 총 재생 시간 | 총 재생 시간                     | 총 재생 시간                   | 38:34     |

| #            | 제목                                     | 작사·작곡       | 재생 시간 |
| ------------ | ---------------------------------------- | --------------- | --------- |
| 10.          | 〈Like a Virgin〉 (extended dance remix) | Kelly Steinberg | 6:08      |
| 11.          | 〈Material Girl〉 (extended dance remix) | Brown Rans      | 6:07      |
| 총 재생 시간 | 총 재생 시간                             | 총 재생 시간    | 50:53     |

| #            | 제목                | 작사·작곡         | 재생 시간 |
| ------------ | ------------------- | ----------------- | --------- |
| 6.           | 〈Into the Groove〉 | Madonna Bray      | 4:44      |
| 7.           | 〈Dress You Up〉    | LaRusso Stanziale | 4:01      |
| 8.           | 〈Shoo-Bee-Doo〉    | Madonna           | 5:16      |
| 9.           | 〈Pretender〉       | Madonna Bray      | 4:30      |
| 10.          | 〈Stay〉            | Madonna Bray      | 4:07      |
| 총 재생 시간 | 총 재생 시간        | 총 재생 시간      | 43:10     |

## 인증
| 국가                                                  | 인증        | 판매량/출하량 |
| ----------------------------------------------------- | ----------- | ------------- |
| 아르헨티나                                            | —           | 160,000       |
| 오스트레일리아 (ARIA)                                 | 7× 플래티넘 | 490,000^      |
| 벨기에 (BEA)                                          | 플래티넘    | 75,000        |
| 브라질                                                | —           | 715,000       |
| 캐나다 (뮤직 캐나다)                                  | 다이아몬드  | 1,000,000^    |
| 핀란드 (Musiikkituottajat)                            | 골드        | 35,398        |
| 프랑스 (SNEP)                                         | 2× 플래티넘 | 600,000*      |
| 독일 (BVMI)                                           | 3× 골드     | 750,000^      |
| 홍콩 (IFPI 홍콩)                                      | 플래티넘    | 20,000*       |
| Italy (AFI)                                           | 2× 플래티넘 | 1,000,000     |
| 일본 (RIAJ)                                           | 골드        | 935,430       |
| 뉴질랜드 (RMNZ)                                       | 5× 플래티넘 | 75,000^       |
| 노르웨이                                              | —           | 100,000       |
| 스페인 (PROMUSICAE)                                   | 플래티넘    | 100,000^      |
| 스위스 (IFPI 스위스)                                  | 2× 플래티넘 | 100,000^      |
| 대만                                                  | —           | 10,000        |
| 영국 (BPI)                                            | 3× 플래티넘 | 1,000,000     |
| 미국 (RIAA)                                           | 다이아몬드  | 10,000,000^   |
| 요약                                                  |             |               |
| 유럽 Sales as of December 1985                        | —           | 2,000,000     |
| 라틴 아메리카 Sales as of 1986                        | —           | 750,000       |
| 전 세계                                               | —           | 21,000,000    |
| *판매량을 기반으로 한 인증 ^출하량을 기반으로 한 인증 |             |               |

## 같이 보기
- 가장 많이 팔린 음반 목록
- 미국에서 가장 많이 팔린 음반 목록